# William P. Lawrence (Schiff)
Die William P. Lawrence, auch USS William P. Lawrence (Kennung: DDG-110), ist ein Lenkwaffenzerstörer der Arleigh-Burke-Klasse (Flight IIA) der United States Navy. Das Schiff ist nach Vizeadmiral William P. Lawrence benannt.

## Geschichte
DDG-110 wurde 2002 in Auftrag gegeben. 2008 legte Ingalls Shipbuilding das Schiff auf Kiel. Nach 14 Monaten Bauzeit, am 15. Dezember 2009, wurde die William P. Lawrence vom Stapel gelassen. Die Schiffstaufe fand am 17. April 2010 statt, Taufpatinnen waren Lawrences Witwe Diane sowie seine Töchter Laurie und Wendy. Am 23. Februar 2011 akzeptierte die US Navy die Lieferung des Zerstörers nachdem er erfolgreich alle Testfahrten durchgeführt hatte.
Nach ihrer Indienststellung am 4. Juni 2011 in Mobile wurde die William P. Lawrence in San Diego stationiert.